# Loge Spartacus
La loge Spartacus est une loge maçonnique franco-espagnole, affiliée au Grand Orient de France, qui a été active à Hendaye puis à Bayonne de 1934 à 1939.

## Les origines
Au début des années 1930, des ateliers sont ouverts à Bilbao (loge Goethe) et à Saint-Sébastien (loge La Altuna), relevant de l'obédience du Grand Orient espagnol. Des liens sont rapidement noués avec les francs-maçons de Bayonne (loges La Zélée et L'étoile du Labourd).
Au printemps 1933, La Altuna sollicite La Zélée pour mettre en place « une loge franco-espagnole internationale où les frères des deux démocraties travailleraient au rapprochement des peuples en discutant en commun des questions pressantes de l'heure qui divisent les hommes au lieu de les unir ».
En juillet 1933, onze francs-maçons de Bayonne et de Saint-Sébastien décident que cette future loge portera le nom de Spartacus, symbole pour eux de la résistance des faibles contre les oppresseurs. Elle sera rattachée au Grand Orient de France mais informera de ses travaux le Grand Orient d'Espagne ; travaux qui se dérouleront au Rite écossais ancien et accepté.
La cérémonie d'installation a lieu le 4 janvier 1934, à Bayonne. En décembre 1934, la loge Spartacus compte 79 membres : 17 frères espagnols, venant de Saragosse, Pampelune, Bilbao, Saint-Sébastien, Pasaia et Irun ; et 62 frères français, provenant surtout de la loge La Zélée (Bayonne) mais aussi de Peyrehorade, de Pau, de Mont-de-Marsan ou encore de Bordeaux.

## La loge Spartacus pendant la guerre d'Espagne
Après le coup d'état de Franco, le 18 juillet 1936, la loge Spartacus se consacre essentiellement à l'action humanitaire envers les réfugiés espagnols. C'est dans ce cadre qu'intervient le frère Daniel Argote qui, en tant qu'instituteur, a reçu une délégation ministérielle pour organiser les camps d'enfants de réfugiés. Au sein de la loge Spartacus, il est élu secrétaire au renouvellement du conseil des officiers du 17 décembre 1936.

## La fin de l'expérience Spartacus
Avec la déclaration de guerre de la France à l'Allemagne, à l'été 1939, la loge cesse d'opérer. Elle ne compte alors plus que 22 membres régulièrement inscrits. L'expérience aura duré 6 années.